# デニス・プシーリン
デニス・ウラジミロビッチ・プシーリン（ロシア語: Дени́с Влади́мирович Пуши́лин 発音 [dʲɪˈnʲis vlɐˈdʲimʲɪrəvʲɪtɕ pʊˈʂɨlʲɪn]、ウクライナ語: Дени́с Володи́мирович Пуши́лін、1981年5月9日 - ）は、ウクライナ・ドネツク地方出身の政治家である。現在、ロシア連邦内ドネツク人民共和国の首長代行。自称独立国家時代のドネツク人民共和国の首長も務めた。
2018年8月31日に当時のDPR首長アレクサンドル・ザハルチェンコが暗殺されたため、DPRの人民評議会議長であったプシーリンが9月7日より首長代行に任ぜられ、同年11月の選挙で当選し正式に首長に就任した。

## 若年期
1981年5月9日、ウクライナ・ソビエト社会主義共和国の鉱業都市マキイフカに生まれた。両親はマキイフカ冶金工場の労働者であった。幼少期から青年期をマキイフカで過ごし、1998年に第1マキイフカ・リケウム（中等教育と専門教育を組み合わせた学校）を卒業した。
プシーリンは1999年から2000年にかけて、ウクライナ国家親衛隊のクリミア半島特別任務大隊に所属した。除隊後、2000年代になってからはドンバス国立土木建築アカデミーで企業経済学を学んだが、卒業はしなかった。2002年から2006年にかけて、貿易企業で働いた。

## MMMへの関与
1989年にセルゲイ・マブロジによって設立されたロシアの企業MMMは、1990年代にポンジ・スキームと呼ばれる出資金詐欺を行うようになり問題となった。1994年にこの企業は事業停止に追い込まれた。
2011年、マブロジは新たなポンジ・スキーム商法「МММグローバル」を始めた。プシーリンは2011年から2013年まで、この新詐欺商法のウクライナにおけるリーダーの一人として活躍した。プシーリンはMMMグローバルがピラミッドスキーム（無限連鎖講）であることを公に認め、同社との関わりを喧伝した。

## 政治活動
2012年、マブロジが新党МММを結成すると、プシーリンも新党に参加。ちなみにМММは「ウクライナ語: Ми Маємо Мету」（我らの目標は一つ）の頭文字から取ったと言われている。
2013年12月15日に実施された2012年ウクライナ最高議会選挙の再選挙において、キーウ州の単純多数決選挙区94番から出馬したプシーリンは、わずか0.08%の得票率にとどまり落選した。プシーリンの（わずか1ページの）選挙プログラムには、ウクライナの現在の国境線の変更を望む声明は含まれていなかった。また、この際の選挙活動ではロシア人やロシア語話者の保護を訴えるような活動は特段みられなかった。のちにこの出馬に関して「実験のようなものだった。ヴィクトル・ヤヌコーヴィチには反対の立場で、平和的な方法で彼を排除したかった」と語っている。

## ドネツク人民共和国
2014年2月以降、クリミア、ドネツィク州、ルハンシク州の行政庁舎が親ロシア派の武装勢力によって占拠される事件が相次いで発生した。
ドネツィクでは4月7日に州政府の庁舎が占拠され、同日デモ隊らがドネツク人民共和国（DPR）の建国を宣言した。プシーリンは親ロシア派からも「名前を聞いたことがない」と言われるほど無名の存在であったが、この混乱の際に指導者として頭角を現した。
占拠勢力は5月11日に行われた住民投票でウクライナからの独立が支持されたと発表した。
5月13日、プシーリンは「われわれは『ドネツク人民共和国』のロシア連邦への編入を検討するよう、ロシア連邦に要請する」と、ロシアへの併合を求めた。

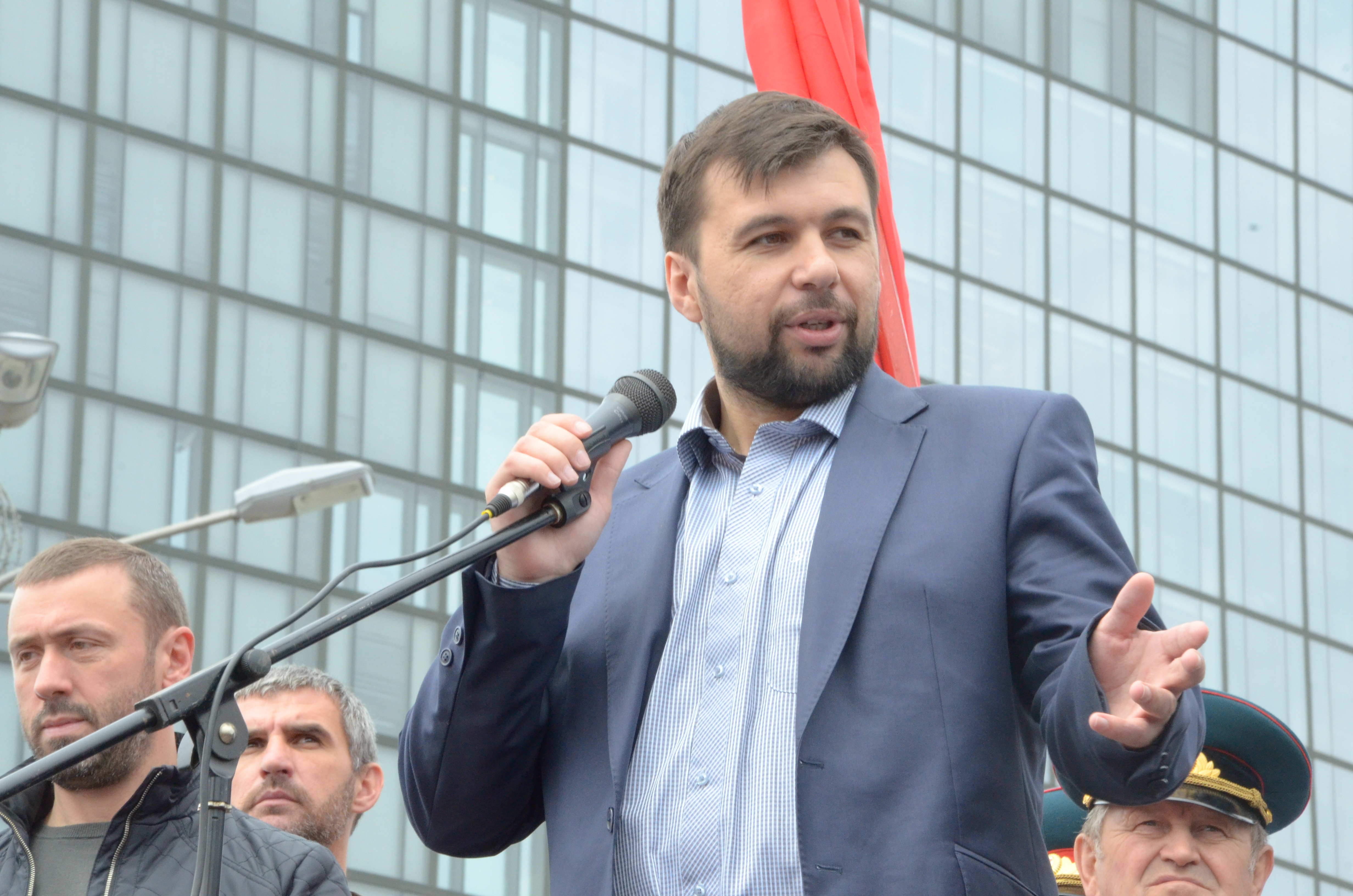
ドネツクでの対独戦勝記念パレードで演説するプシーリン。2014年5月9日

2014年5月19日、プシーリンは人民評議会の議長に就任した。プシーリンはドネツク人民共和国が独立国家になることは考えておらず、むしろ新たな「ロシア帝国」に加わることを望んでいると述べた。
2014年6月7日、側近マキシム・ペトルキンがプシーリンと取り違えられ殺害されたと報じられる。6月12日にはプシーリンの自動車が爆発、側近3人死亡、2人負傷。プシーリンはモスクワにいて殺害未遂。
2014年6月13日、プシーリンはDPRへの納税を拒否する企業を接収すると発表した。
2014年7月18日、プシーリンは人民評議会議長を辞任した。11月に人民評議会議員に選出され、11月14日から副議長を務めた。2015年9月4日、再び評議会の議長に就任した。
2018年8月31日、DPR首長アレクサンドル・ザハルチェンコがドネツィクのカフェで爆弾の爆発に巻き込まれ死亡した。9月7日、プシーリンはDPRの首長代行に任命され、同年11月の選挙で当選し正式に首長に就任した。

2021年12月6日、プシーリンはロシアの与党「統一ロシア」の党員となった。モスクワで行われた統一ロシアの年次総会において統一ロシア党首で前大統領のドミートリー・メドヴェージェフ自らプシーリンに党員証を手渡した。

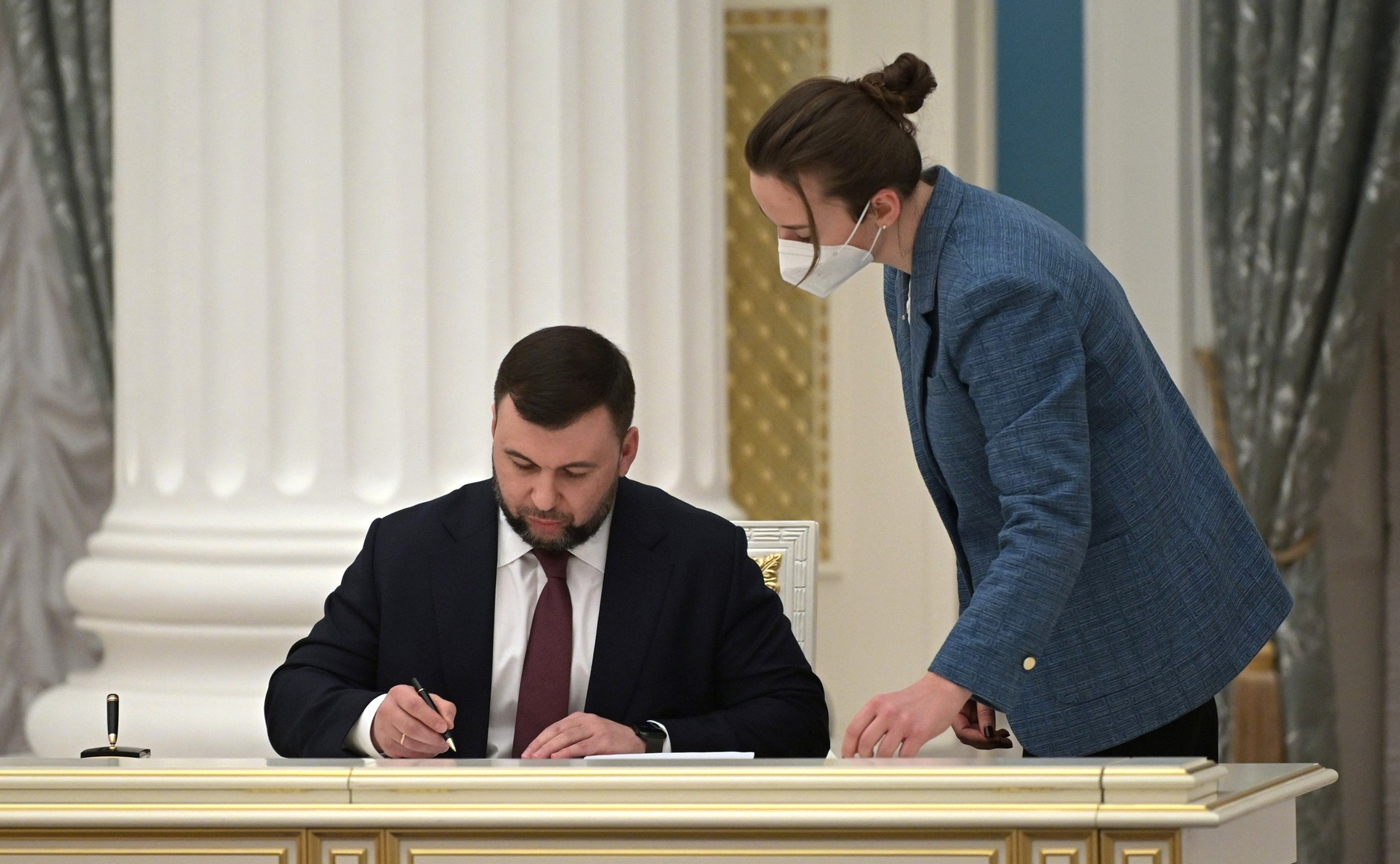
ロシア・ドネツク人民共和国間の友好協力相互支援協定に署名するプシーリン。2022年2月21日

2022年2月19日、プシーリンはルガンスク人民共和国のレオニード・パセチニクと共に総動員令を発令した。背景にウクライナ軍との武力衝突が多発しており、戦争への懸念の高まりを受けたと説明している。プシーリンは、ウクライナ軍による攻撃を防いでいるが、今も攻撃が続いていると主張した。
2022年2月21日、プシーリンはロシア連邦との友好協力相互支援協定に署名した。ルガンスク人民共和国（LPR）とロシアとの協定も同時に締結され、プーチン大統領はDPRとLPRの独立を正式承認する大統領令にも署名した。

## ウクライナ侵攻
2022年2月24日に始まったロシアによるウクライナ侵攻は、一時的にロシア軍がウクライナ東部に占領地域を広げた。7月28日、プシーリンはロシア軍に対して「ロシア人が建設したロシアの都市を解放」するよう求めた。
2022年3月25日にプシーリンは人道支援センターを視察するため、ロシア軍包囲下のマリウポリを訪れた。このセンターにはパンや水などの食料や日用品、医療支援、野外炊事場などさらには携帯電話を充電するための発電機も民間人に渡している。また、ロシア議会上院第1副議長であるアンドレイ・トゥルチャクとドミトリー・サブリンも同行した。

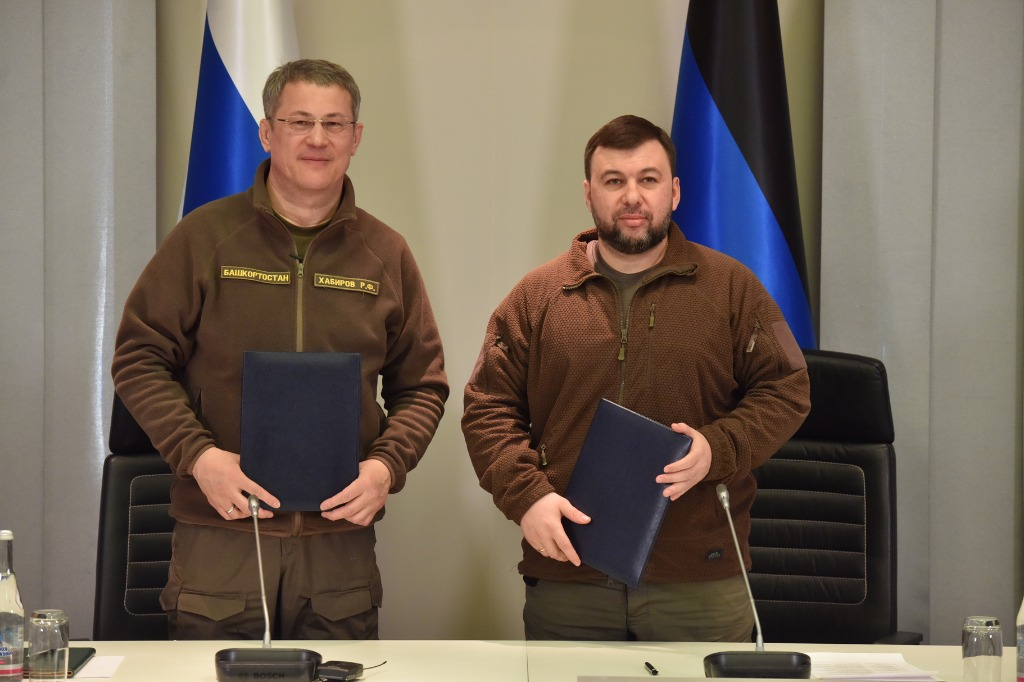
プシーリンとバシコルトスタン共和国首長のラディ・カビロフ。2022年3月20日

ウクライナ軍は9月の東部地域での反攻によりロシア軍が占領した地域を奪還し、さらに2014年以降DPRが支配する領域にも迫っており、相次いで砲撃を受け、ミサイル攻撃により破壊された建物も増加している。これに対し、プシーリンは、「破壊されたインフラの再建にロシアからの援助を受けている。建物にしても、部分的な交換ですむのか、完全に撤去して建て直した方が良いのか、個々の物件を専門家に判断してもらうだけでも時間がかかる」「マリウポリはアゾフスタリ製鉄所をはじめとする公害により町も海も汚れていた。がん発生率が高いのもその理由による。私とマリウポリ住民との対話では工場再建を希望しない人ばかりだった」と話し、町の再建には多くの時間がかかりつつも公害対策を推進させて町を復興させたい心情を表した。こうした動きの中、9月19日、プシーリンはDPRがロシアに編入するための住民投票を急ぐ意向を示した。そして2022年9月23～27日にかけて住民投票が実施され、ドネツク州での賛成票は99.23％という非常に高い数字となった。プシーリンは「素晴らしい結果」と評価し、「われわれは偉大な祖国に再統合される。長きにわたってこの結果を待ち望んでいた」と喜びの念を表明した。そして9月30日にロシアがドネツク人民共和国を併合する条約に調印、そして10月4日にプシーリンが首長代行に任命された。
10月7日、ウラジーミル・プーチン大統領が70歳の誕生日を迎え、プシーリンは「ドンバス地方の住民にとって、わが国の指導者の名前は、近代史上最も重要な出来事であるロシア復帰と永遠に結び付いている」と祝辞の言葉を述べた。
10月18日にプシーリンはウクライナと捕虜交換について合意した。これによりウクライナ人女性108人が解放され、同年2月からウクライナに拘束されていた72人のロシア民間船乗組員がロシアに帰還した。